# Рижская улица (Киев)
Ри́жская у́лица — улица Киева, расположена в исторической местности Сырец в Шевченковском районе. Простирается от улиц Парково-Сырецкой и Дорогожицкой до конца застройки, находящейся рядом с Сырецкой железнодорожной веткой.

## История
Возникла в середине XX столетия под названием 880-я Новая. Современное название получила в 1953 году. Одно из тупиковых ответвлений с «нечётной» стороны Рижской улицы в 1955—1961 годах имело название Рижский переулок.
К Рижской улице примыкают улицы Академика Грекова — Максима Берлинского — Орловский переулок и улица Вавиловых.

## Застройка и расположение
Нечётная сторона улицы застроена малоэтажными частными зданиями, застройка чётной стороны смешанная — сначала доминирует многоэтажная застройка, в конечной части — малоэтажная.
К Рижской улице примыкают парки «Сырецкий» и «Дубки» («Сырецкая роща»)
В конце улицы находится небольшое обустроенное кладбище — место захоронения военнопленных немцев.
На улице расположены:
- Городская клиническая больница № 9 (1);
- Киевский институт банковского дела (12).

## Географические координаты
координаты начала 50°28′13″ с. ш. 30°26′37″ з. д.
координаты конца 50°28′30″ с. ш. 30°25′58″ з. д.

## Транспорт
- Троллейбус 16, 19
- Станция метро «Дорогожичи»
- Станция метро «Сырец»